# كارل شبيندلر
كارل شبيندلر (بالألمانية: Karl Spindler)‏ (و. 1796 – 1855 م) هو صحفي، ومؤلف، وكاتب ألماني، ولد في فروتسواف، توفي عن عمر يناهز 59 عاماً.